# Classement mondial de snooker 1993-1994
Classement mondial, des joueurs de snooker du top 32 (et de quelques autres) pour la saison 1993-1994. Les points sont calculés en additionnant les points accumulés lors des deux saisons précédentes (1991-1992 et 1992-1993).
| no  | Nom                 | Pays             |
| --- | ------------------- | ---------------- |
| 1   | Stephen Hendry      | Écosse           |
| 2   | John Parrott        | Angleterre       |
| 3   | Jimmy White         | Angleterre       |
| 4   | Steve Davis         | Angleterre       |
| 5   | James Wattana       | Thaïlande        |
| 6   | Alan McManus        | Écosse           |
| 7   | Willie Thorne       | Angleterre       |
| 8   | Terry Griffiths     | Pays de Galles   |
| 9   | Nigel Bond          | Angleterre       |
| 10  | Darren Morgan       | Pays de Galles   |
| 11  | Ken Doherty         | Irlande          |
| 12  | Martin Clark        | Angleterre       |
| 13  | Steve James         | Angleterre       |
| 14  | Neal Foulds         | Angleterre       |
| 15  | Dennis Taylor       | Irlande du Nord  |
| 16  | David Roe           | Angleterre       |
| 17  | Gary Wilkinson      | Angleterre       |
| 18  | Alain Robidoux      | Canada           |
| 19  | Mike Hallett        | Angleterre       |
| 20  | Tony Drago          | Malte            |
| 21  | Peter Ebdon         | Angleterre       |
| 22  | Dene O'Kane         | Nouvelle-Zélande |
| 23  | Tony Knowles        | Angleterre       |
| 24  | Mark Bennett        | Pays de Galles   |
| 25  | Joe Swail           | Irlande du Nord  |
| 26  | Joe Johnson         | Angleterre       |
| 27  | Mick Price          | Angleterre       |
| 28  | Dean Reynolds       | Angleterre       |
| 29  | Tony Jones          | Angleterre       |
| 30  | Doug Mountjoy       | Pays de Galles   |
| 31  | Mark Johnston-Allen | Angleterre       |
| 32  | Jason Ferguson      | Angleterre       |
| 49  | Anthony Hamilton    | Angleterre       |
| 50  | Dave Harold         | Angleterre       |
| 57  | Ronnie O'Sullivan   | Angleterre       |
| 100 | Fergal O'Brien      | IRL              |
| 101 | Stephen Lee         | Angleterre       |
| 119 | Mark Williams       | Pays de Galles   |
| 122 | John Higgins        | Écosse           |
| 164 | Dominic Dale        | Pays de Galles   |
| 169 | Mark King           | Angleterre       |
| 327 | Joe Perry           | Angleterre       |
| 404 | Ian McCulloch       | Angleterre       |